# إيفرت ميتشيل
إيفرت ميتشيل (بالإنجليزية: Everett Mitchell)‏ هو مغني أمريكي، ولد في 15 مارس 1898 في أوك بارك في الولايات المتحدة، وتوفي في 12 نوفمبر 1990.